# La Peau de l'ours
La Peau de l'ours è un film del 1957 diretto da Claude Boissol.

## Trama
Étienne Ledrut è un commissario di polizia che vive circondato dai suoi due figli Philippe e Juliette, la moglie Anne-Marie, la suocera Madame Legrand e la domestica Janine. Étienne scopre di essere stato avvelenato con l'arsenico e che il colpevole potrebbe essere un componente della famiglia.